# 天才・神津恭介の殺人推理
『天才・神津恭介の殺人推理』（てんさい・かみづきょうすけのさつじんすいり）は、1997年から2002年までテレビ朝日系「土曜ワイド劇場」で放送されたテレビドラマシリーズ。全2回。主演は村上弘明。
近藤正臣主演のシリーズ『探偵・神津恭介の殺人推理』をリメイクしたものである。

## キャスト

### レギュラー
神津恭介
演 - 村上弘明
東京大学理学部助教授。水泳、クレー射撃、ビリヤード、乗馬などをやる。
青山陶子
演 - 麻乃佳世
神津の秘書。神津の恩師の娘。
野上
演 - 鶴田忍
警部。神津のデスクで陶子を交えて事件の相談をする。

### ゲスト
第1作「時速240km東北新幹線遠隔殺人トリック！」（1997年）
- 白坂ひとみ（令子の娘） - 早勢美里
- 田島多津子（フィットネスクラブ「WINDEX」専務・田島の後妻） - 栗田よう子
- 井沼恵子（WINDEX 社長秘書） - 須部浩美
- 堀秀行（WINDEX 企画部長） - 宮川浩
- 早川信三（田島の先妻の弟） - 草川祐馬
- 田島一弘（田島と先妻の息子） - 宇崎慧
- 田島（WINDEX 社長） - 広田行正
- 白坂令子（WINDEX 顧問弁護士） - 多岐川裕美

第2作「ふた組の夫婦のからみ合う殺意！」（2002年）
- 佐竹薫（佐竹の妻） - 北原佐和子
- 佐竹明彦（城京大学文学部 助教授） - 磯部勉
- 二宮寛次（投資コンサルタント・大芳証券 元営業マン） - 堀内正美
- 大田俊太郎（創芸出版 編集部員・神津の大学時代の後輩） - 大河内浩
- 石黒（大芳証券 総務部長） - 堀田眞三
- 沖アケミ（女子高生） - 小栗えりか
- 横山みどり（女性週刊誌の編集者） - 杉本美穂
- 二宮家の家政婦 - 飯島ひろみ
- ウェーター - 野本卓也
- アナウンサー - 浜博文
- 刑事 - 寺林伸悟、田村寿啓
- 二宮由紀（新進女流作家・二宮の妻） - 根本りつ子

## スタッフ
- 原作 - 高木彬光
- 脚本 - 猪又憲吾（第1作）、篠崎好（第2作）
- 音楽 - 津島利章
- 監督 - 山本邦彦
- プロデューサー - 大井基宏（テレビ朝日）、塙淳一（テレビ朝日）、松本基弘（テレビ朝日）、佐々木孟（松竹）
- 制作 - テレビ朝日、松竹

## 放送日程
| 話数 | 放送日        | サブタイトル                          | 原作           | 脚本     | 監督     | 視聴率 |
| ---- | ------------- | ------------------------------------- | -------------- | -------- | -------- | ------ |
| 1    | 1997年6月07日 | 時速240km東北新幹線遠隔殺人トリック！ | 『眠れる美女』 | 猪又憲吾 | 山本邦彦 | 17.3%  |
| 2    | 2002年6月15日 | ふた組の夫婦のからみ合う殺意！        | 『魔弾の射手』 | 篠崎好   | 山本邦彦 | 13.1%  |

- 視聴率はビデオリサーチ調べ、関東地区・世帯